# William Beattie (fotograf)
William Beattie (1864 – 15. března 1931) byl novozélandský fotograf. Nejznámější je díky práci pro Auckland Weekly News.

## Životopis
Beattie původně emigroval se svým bratrem ze Skotska do Tasmánie v Austrálii. Oba byli fotografové, ale záhy zjistili, že v Hobartu pro ně není dostatek obživy. V roce 1894 se William přestěhoval do Aucklandu, kde fotografoval pro noviny Auckland Weekly News šestnáct let. V roce 1902 se Beattiemu podařilo zachytit trosky lodi Elingamitu v novozélandské oblasti Three Kings. Také fotografoval pohřeb sira Johna Logana Campbella v roce 1912.
Poté, co odešel z týdeníku Auckland Weekly News, zůstal Beattie stále komerčním fotografem a založil obchod v Shortlandu v Aucklandu.

## Galerie

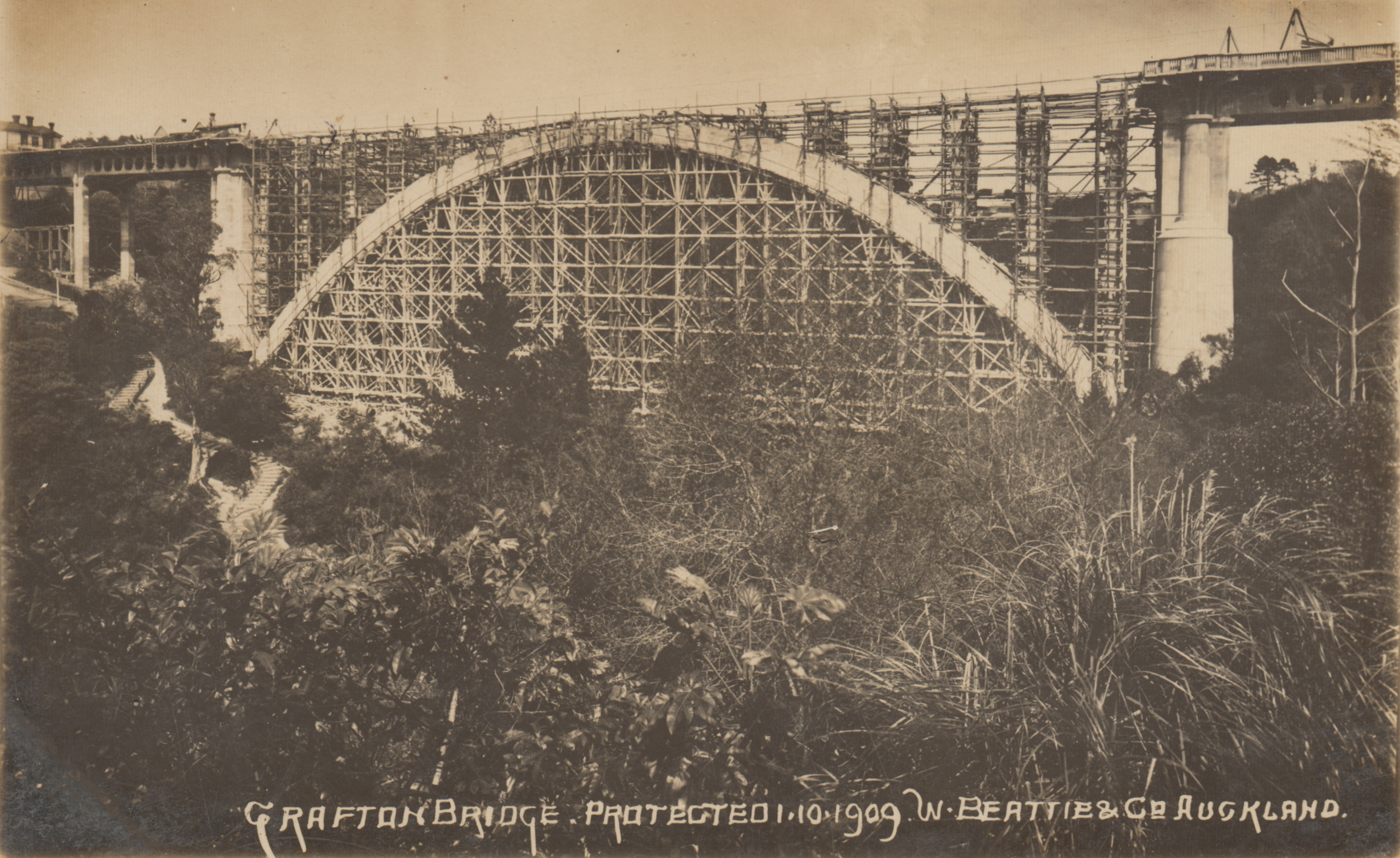
Graftonský most během výstavby (před rokem 1909)
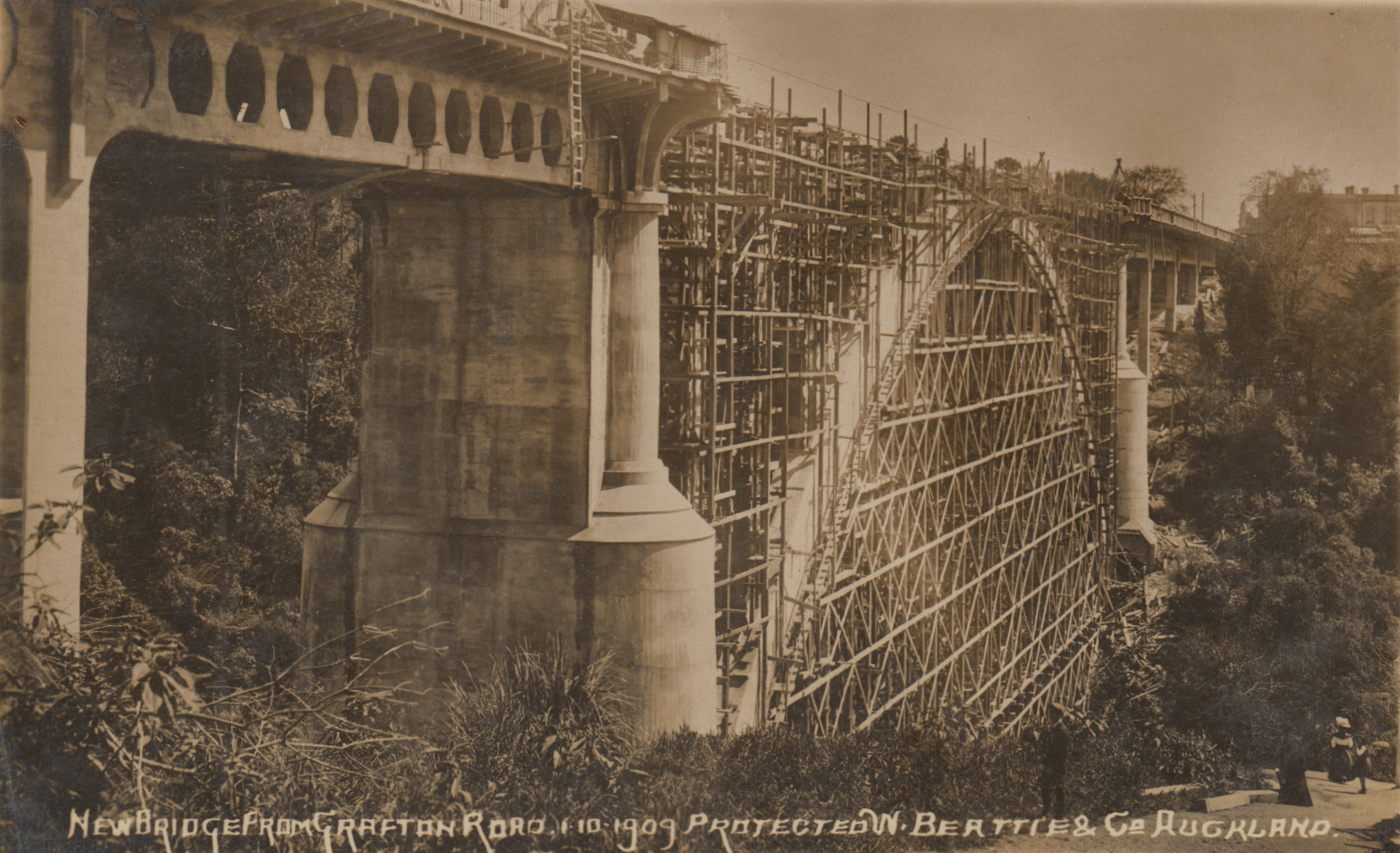
Graftonský most během výstavby (před rokem 1909)
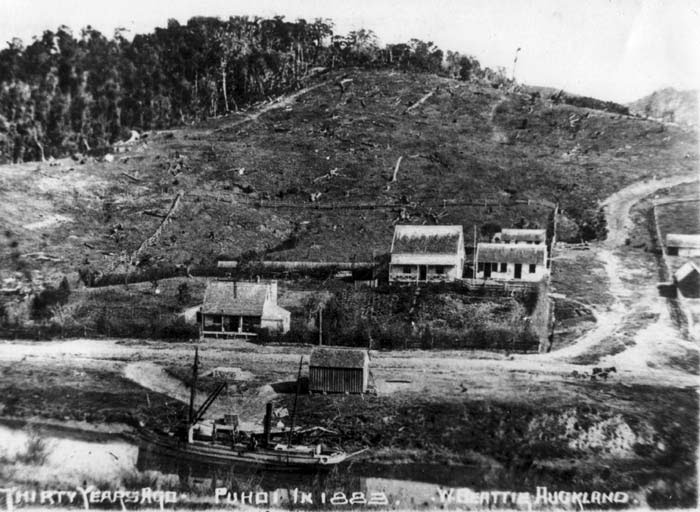
Puhoi, Nový Zéland, 1883